# Nore (Suède)
Pour les articles homonymes, voir Nore (homonymie).
Nore est une localité de Suède dans la commune de Ljusdal située dans le comté de Gävleborg.
Sa population était de 411 habitants en 2010.